# Dorsum Guettard
Der Dorsum Guettard ist ein Dorsum auf der südlichen Halbkugel des Erdmondes. Er ist ungefähr 40 km lang, und seine mittleren Koordinaten sind 10° S / 18° W. 
Er wurde 1976 nach dem französischen Geologen und Mineralogen Jean-Étienne Guettard benannt. Sein Name wurde von der IAU an deren Generalversammlung in Grenoble genehmigt.